# Dicranostyles integra
Dicranostyles integra är en vindeväxtart som beskrevs av Adolpho Ducke. Dicranostyles integra ingår i släktet Dicranostyles och familjen vindeväxter. Inga underarter finns listade i Catalogue of Life.